# Großer Preis von Ungarn
Der Große Preis von Ungarn wurde erstmals 1936 ausgetragen. Seit 1986 ist er einer der Grand-Prix-Weltmeisterschaftsläufe der Formel 1 und findet seitdem immer auf dem Hungaroring statt.
Die 1986 eröffnete Strecke mit einer Gesamtlänge von 4013,786 m war der erste Austragungsort eines Formel-1-Grand-Prix in einem Land des damaligen Ostblocks.
1989 wurde die Strecke um 45 m verkürzt, indem eine Kurvenkombination entfernt wurde, um eine zusätzliche Überholmöglichkeit zu schaffen. Der Umbau der Start- und Zielgeraden 1997 verlängerte die Strecke auf eine Länge von 3,982 km. 2003 wurden umfangreiche Umbauarbeiten durchgeführt, bei denen die Strecke auf die aktuelle Länge von 4383,08 m erweitert wurde.

## Ergebnisse
| Auflage | Jahr          | Strecke                      | Sieger                                | Zweiter                             | Dritter                                  | Pole-Position                       | Schnellste Runde                         |
| ------- | ------------- | ---------------------------- | ------------------------------------- | ----------------------------------- | ---------------------------------------- | ----------------------------------- | ---------------------------------------- |
| 01      | 1936          | Budapest                     | Tazio Nuvolari (Alfa Romeo)           | Bernd Rosemeyer (Auto Union)        | Achille Varzi (Alfa Romeo)               | Bernd Rosemeyer (Auto Union)        | Tazio Nuvolari (Alfa Romeo)              |
|         | 1937 bis 1985 | kein Großer Preis von Ungarn | kein Großer Preis von Ungarn          | kein Großer Preis von Ungarn        | kein Großer Preis von Ungarn             | kein Großer Preis von Ungarn        | kein Großer Preis von Ungarn             |
|         |               |                              |                                       |                                     |                                          |                                     |                                          |
| 02      | 1986          | Mogyoród                     | Nelson Piquet (Williams-Honda)        | Ayrton Senna (Lotus-Renault)        | Nigel Mansell (Williams-Honda)           | Ayrton Senna (Lotus-Renault)        | Nelson Piquet (Williams-Honda)           |
| 03      | 1987          | Mogyoród                     | Nelson Piquet (Williams-Honda)        | Ayrton Senna (Lotus-Honda)          | Alain Prost (McLaren-TAG)                | Nigel Mansell (Williams-Honda)      | Nelson Piquet (Williams-Honda)           |
| 04      | 1988          | Mogyoród                     | Ayrton Senna (McLaren-Honda)          | Alain Prost (McLaren-Honda)         | Thierry Boutsen (Benetton-Ford)          | Ayrton Senna (McLaren-Honda)        | Alain Prost (McLaren-Honda)              |
| 05      | 1989          | Mogyoród                     | Nigel Mansell (Ferrari)               | Ayrton Senna (McLaren-Honda)        | Thierry Boutsen (Williams-Renault)       | Riccardo Patrese (Williams-Renault) | Nigel Mansell (Ferrari)                  |
| 06      | 1990          | Mogyoród                     | Thierry Boutsen (Williams-Renault)    | Ayrton Senna (McLaren-Honda)        | Nelson Piquet (Benetton-Ford)            | Thierry Boutsen (Williams-Renault)  | Riccardo Patrese (Williams-Renault)      |
| 07      | 1991          | Mogyoród                     | Ayrton Senna (McLaren-Honda)          | Nigel Mansell (Williams-Renault)    | Riccardo Patrese (Williams-Renault)      | Ayrton Senna (McLaren-Honda)        | Bertrand Gachot (Jordan-Ford)            |
| 08      | 1992          | Mogyoród                     | Ayrton Senna (McLaren-Honda)          | Nigel Mansell (Williams-Renault)    | Gerhard Berger (McLaren-Honda)           | Riccardo Patrese (Williams-Renault) | Nigel Mansell (Williams-Renault)         |
| 09      | 1993          | Mogyoród                     | Damon Hill (Williams-Renault)         | Riccardo Patrese (Benetton-Ford)    | Gerhard Berger (Ferrari)                 | Alain Prost (Williams-Renault)      | Alain Prost (Williams-Renault)           |
| 10      | 1994          | Mogyoród                     | Michael Schumacher (Benetton-Ford)    | Damon Hill (Williams-Renault)       | Jos Verstappen (Benetton-Ford)           | Michael Schumacher (Benetton-Ford)  | Michael Schumacher (Benetton-Ford)       |
| 11      | 1995          | Mogyoród                     | Damon Hill (Williams-Renault)         | David Coulthard (Williams-Renault)  | Gerhard Berger (Ferrari)                 | Damon Hill (Williams-Renault)       | Damon Hill (Williams-Renault)            |
| 12      | 1996          | Mogyoród                     | Jacques Villeneuve (Williams-Renault) | Damon Hill (Williams-Renault)       | Jean Alesi (Benetton-Renault)            | Michael Schumacher (Ferrari)        | Damon Hill (Williams-Renault)            |
| 13      | 1997          | Mogyoród                     | Jacques Villeneuve (Williams-Renault) | Damon Hill (Arrows-Yamaha)          | Johnny Herbert (Sauber-Petronas)         | Michael Schumacher (Ferrari)        | Heinz-Harald Frentzen (Williams-Renault) |
| 14      | 1998          | Mogyoród                     | Michael Schumacher (Ferrari)          | David Coulthard (McLaren-Mercedes)  | Jacques Villeneuve (Williams-Mecachrome) | Mika Häkkinen (McLaren-Mercedes)    | Michael Schumacher (Ferrari)             |
| 15      | 1999          | Mogyoród                     | Mika Häkkinen (McLaren-Mercedes)      | David Coulthard (McLaren-Mercedes)  | Eddie Irvine (Ferrari)                   | Mika Häkkinen (McLaren-Mercedes)    | David Coulthard (McLaren-Mercedes)       |
| 16      | 2000          | Mogyoród                     | Mika Häkkinen (McLaren-Mercedes)      | Michael Schumacher (Ferrari)        | David Coulthard (McLaren-Mercedes)       | Michael Schumacher (Ferrari)        | Mika Häkkinen (McLaren-Mercedes)         |
| 17      | 2001          | Mogyoród                     | Michael Schumacher (Ferrari)          | Rubens Barrichello (Ferrari)        | David Coulthard (McLaren-Mercedes)       | Michael Schumacher (Ferrari)        | Mika Häkkinen (McLaren-Mercedes)         |
| 18      | 2002          | Mogyoród                     | Rubens Barrichello (Ferrari)          | Michael Schumacher (Ferrari)        | Ralf Schumacher (Williams-BMW)           | Rubens Barrichello (Ferrari)        | Michael Schumacher (Ferrari)             |
| 19      | 2003          | Mogyoród                     | Fernando Alonso (Renault)             | Kimi Räikkönen (McLaren-Mercedes)   | Juan Pablo Montoya (Williams-BMW)        | Fernando Alonso (Renault)           | Juan Pablo Montoya (Williams-BMW)        |
| 20      | 2004          | Mogyoród                     | Michael Schumacher (Ferrari)          | Rubens Barrichello (Ferrari)        | Fernando Alonso (Renault)                | Michael Schumacher (Ferrari)        | Michael Schumacher (Ferrari)             |
| 21      | 2005          | Mogyoród                     | Kimi Räikkönen (McLaren-Mercedes)     | Michael Schumacher (Ferrari)        | Ralf Schumacher (Toyota)                 | Michael Schumacher (Ferrari)        | Kimi Räikkönen (McLaren-Mercedes)        |
| 22      | 2006          | Mogyoród                     | Jenson Button (Honda)                 | Pedro de la Rosa (McLaren-Mercedes) | Nick Heidfeld (BMW Sauber)               | Kimi Räikkönen (McLaren-Mercedes)   | Felipe Massa (Ferrari)                   |
| 23      | 2007          | Mogyoród                     | Lewis Hamilton (McLaren-Mercedes)     | Kimi Räikkönen (Ferrari)            | Nick Heidfeld (BMW Sauber)               | Lewis Hamilton (McLaren-Mercedes)   | Kimi Räikkönen (Ferrari)                 |
| 24      | 2008          | Mogyoród                     | Heikki Kovalainen (McLaren-Mercedes)  | Timo Glock (Toyota)                 | Kimi Räikkönen (Ferrari)                 | Lewis Hamilton (McLaren-Mercedes)   | Kimi Räikkönen (Ferrari)                 |
| 25      | 2009          | Mogyoród                     | Lewis Hamilton (McLaren-Mercedes)     | Kimi Räikkönen (Ferrari)            | Mark Webber (Red Bull-Renault)           | Fernando Alonso (Renault)           | Mark Webber (Red Bull-Renault)           |
| 26      | 2010          | Mogyoród                     | Mark Webber (Red Bull-Renault)        | Fernando Alonso (Ferrari)           | Sebastian Vettel (Red Bull-Renault)      | Sebastian Vettel (Red Bull-Renault) | Sebastian Vettel (Red Bull-Renault)      |
| 27      | 2011          | Mogyoród                     | Jenson Button (McLaren-Mercedes)      | Sebastian Vettel (Red Bull-Renault) | Fernando Alonso (Ferrari)                | Sebastian Vettel (Red Bull-Renault) | Felipe Massa (Ferrari)                   |
| 28      | 2012          | Mogyoród                     | Lewis Hamilton (McLaren-Mercedes)     | Kimi Räikkönen (Lotus-Renault)      | Romain Grosjean (Lotus-Renault)          | Lewis Hamilton (McLaren-Mercedes)   | Sebastian Vettel (Red Bull-Renault)      |
| 29      | 2013          | Mogyoród                     | Lewis Hamilton (Mercedes)             | Kimi Räikkönen (Lotus-Renault)      | Sebastian Vettel (Red Bull-Renault)      | Lewis Hamilton (Mercedes)           | Mark Webber (Red Bull-Renault)           |
| 30      | 2014          | Mogyoród                     | Daniel Ricciardo (Red Bull-Renault)   | Fernando Alonso (Ferrari)           | Lewis Hamilton (Mercedes)                | Nico Rosberg (Mercedes)             | Nico Rosberg (Mercedes)                  |
| 31      | 2015          | Mogyoród                     | Sebastian Vettel (Ferrari)            | Daniil Kwjat (Red Bull-Renault)     | Daniel Ricciardo (Red Bull-Renault)      | Lewis Hamilton (Mercedes)           | Daniel Ricciardo (Red Bull-Renault)      |
| 32      | 2016          | Mogyoród                     | Lewis Hamilton (Mercedes)             | Nico Rosberg (Mercedes)             | Daniel Ricciardo (Red Bull-TAG Heuer)    | Nico Rosberg (Mercedes)             | Kimi Räikkönen (Ferrari)                 |
| 33      | 2017          | Mogyoród                     | Sebastian Vettel (Ferrari)            | Kimi Räikkönen (Ferrari)            | Valtteri Bottas (Mercedes)               | Sebastian Vettel (Ferrari)          | Fernando Alonso (McLaren-Honda)          |
| 34      | 2018          | Mogyoród                     | Lewis Hamilton (Mercedes)             | Sebastian Vettel (Ferrari)          | Kimi Räikkönen (Ferrari)                 | Lewis Hamilton (Mercedes)           | Daniel Ricciardo (Red Bull-TAG Heuer)    |
| 35      | 2019          | Mogyoród                     | Lewis Hamilton (Mercedes)             | Max Verstappen (Red Bull-Honda)     | Sebastian Vettel (Ferrari)               | Max Verstappen (Red Bull-Honda)     | Max Verstappen (Red Bull-Honda)          |
| 36      | 2020          | Mogyoród                     | Lewis Hamilton (Mercedes)             | Max Verstappen (Red Bull-Honda)     | Valtteri Bottas (Mercedes)               | Lewis Hamilton (Mercedes)           | Lewis Hamilton (Mercedes)                |
| 37      | 2021          | Mogyoród                     | Esteban Ocon (Alpine-Renault)         | Lewis Hamilton (Mercedes)           | Carlos Sainz jr. (Ferrari)               | Lewis Hamilton (Mercedes)           | Pierre Gasly (AlphaTauri-Honda)          |
| 38      | 2022          | Mogyoród                     | Max Verstappen (Red Bull-RBPT)        | Lewis Hamilton (Mercedes)           | George Russell (Mercedes)                | George Russell (Mercedes)           | Lewis Hamilton (Mercedes)                |
| 39      | 2023          | Mogyoród                     | Max Verstappen (Red Bull-RBPT)        | Lando Norris (McLaren-Mercedes)     | Sergio Pérez (Red Bull-RBPT)             | Lewis Hamilton (Mercedes)           | Max Verstappen (Red Bull-RBPT)           |
| 40      | 2024          | Mogyoród                     | Oscar Piastri (McLaren-Mercedes)      | Lando Norris (McLaren-Mercedes)     | Lewis Hamilton (Mercedes)                | Lando Norris (McLaren-Mercedes)     | George Russell (Mercedes)                |
| 41      | 2025          | Mogyoród                     | Lando Norris (McLaren-Mercedes)       | Oscar Piastri (McLaren-Mercedes)    | George Russell (Mercedes)                | Charles Leclerc (Ferrari)           | George Russell (Mercedes)                |

| Legende   | Legende                                                                                              | Legende                                                     |
| Abkürzung | Klasse                                                                                               | Kommentar                                                   |
| --------- | --- | ----------------------------------------------------------- |
| F1        | Formel 1                                                                                             | Formel-1-Weltmeisterschaft ab 1950                          |
| F2        | Formel 2                                                                                             |                                                             |
| FL        | Formula libre                                                                                        | Fahrzeugklasse in der Regel vom Veranstalter ausgeschrieben |
| SW        | Sportwagen                                                                                           |                                                             |
| TW        | Tourenwagen                                                                                          |                                                             |
| GP        | Grand-Prix-Fahrzeuge                                                                                 |                                                             |
|           | ↓ Durchgehende graue Linien zeigen an, wann in der Geschichte auf einem neuen Kurs gefahren wurde. ↓ |                                                             |
|           | |                                                             |
|           | Einträge mit hellrotem Hintergrund waren keine Läufe zur Automobil- bzw. Formel-1-Weltmeisterschaft. |                                                             |
|           | Einträge mit gelbem Hintergrund waren Läufe zur Europameisterschaft.                                 |                                                             |